# ريتشارد بورغس
ريتشارد بورغس (بالإنجليزية: Richard Burgess) (1 أغسطس 1974 في المملكة المتحدة - ) هو لاعب كرة قدم بريطاني في مركز الهجوم. لعب مع أستون فيلا وبورت فايل وستوك سيتي ونادي كيدرمينستر هاريرز لكرة القدم ونونيتون بورو ‏ وبرومزغروف روفرز ‏.

## وصلات خارجية
- ريتشارد بورغس على موقع Soccerbase.com (لاعب) (الإنجليزية)